# Richmond (Invercargill)
Pour les articles homonymes, voir Richmond.

Richmond est une banlieue de la cité la plus au sud de l’Île du Sud de la Nouvelle-Zélande qui est la ville d’Invercargill.

## Démographie
Le secteur de Richmond couvre  1,28 km2 et a une population estimée  à 3 620 résidents en  juin 2022 avec une densité de population de  2 828 personnes par km2.
La localité de Richmond avait une population de 3 480 habitants lors du recensement de 2018 en Nouvelle-Zélande, en augmentation de 138 personnes (4,1 %) depuis le recensement de 2013, et une augmentation de 144 personnes (4,3 %) depuis le recensement de 2006 en Nouvelle-Zélande. 
Il y a 1 479 logements avec 1 662 hommes et 1 815 femmes, donnant un sexe-ratio de 0,92 homme pour une femme. 
L’âge médian est de 38,7 ans (comparé avec les 37,4 ans au niveau national), avec 609 personnes (17,5 %) âgées de moins de 15 ans, 720 personnes (20,7 %) âgées de 15 à 29 ans, 1 533 personnes (44,1 %) âgées de 30 à 64 ans et 618 personnes (17,8 %) âgées de 65 ans ou plus.
L’ethnicité est pour 84,1 % européens/Pākehā, 15,3 % Māori, 4,1 % personnes  du Pacifique, 8,2 % d’origine asiatique et 1,8 % d’une autre ethnicité (le total peut faire plus de 100 % dans la mesure où une personne peut s’identifier à de multiples ethnicités).
La proportion de personnes nées outre-mer est de 14,7 %, comparée avec les 27,1 % au niveau national.
Bien que certaines personnes refusent de donner leur affilliation religieuse lors du recensement, 49,4 % n’ont aucune religion, 38,7 % sont chrétiens, 0,8 % sont hindouistes, 0,3 % sont musulmans, 0,7 % sont bouddhistes and 2.5 % ont une autre religion.
Parmi ceux d’au moins 15 ans d’âge, 528 personnes (18,4 %)  ont une licence ou un niveau supérieur et 636 personnes (22,2 %) n’ont aucune qualification formelle. 
Le revenu médian est de 30,700 $, comparé avec les 31,800 $ au niveau national. 
396 personnes (13,8 %) gagnent plus de 70,000 $ comparé avec les 17,2 % au niveau national. 
Le statut d’emploi de ceux de plus de 15 ans est pour 1 470 personnes (51,2 %) employées à plein temps, pour 387 personnes (13,5 %) employées à temps partiel et 105 personnes (3,7 %) sont sans emploi